# KS5
KS-5 je bio motorni torpedni čamac Ratne mornarice NDH i mornarice NOVJ. 

## Povijest
Nakon kapitulacije Italije, Nijemci su dodijelili 5 torpednih čamaca klase KS (KüstenSchnellboot) Mornarici NDH 9. rujna 1943.
U noći 14. prosinca 1944. KS-5 i još pet KS torpednih čamaca Mornarice NDH namjeravalo je prebjeći partizanima, što je pošlo za rukom samo posadi KS-5. Oni su zajedno s brodom iz riječke luke prebjegli partizanima u Ist. Nijemci su uspjeli zaustaviti ostale brodove. Svi zapovjednici KS brodova izvedeni su pred vojni sud zbog dezerterstva i planova bijega, no proglašeni su nedužnim i oslobođeni. No, to je bio povod Nijemcima da ukinu Hrvatsku mornaricu i brodove uključe u sastav Kriegsmarine. KS-5 je na partizanskoj strani sudjelovao u završnim operacijama pri kraju rata.